# Cổ Lâu, Phúc Châu
Cổ Lâu (tiếng Trung: 鼓楼区, Hán Việt: Cổ Lâu khu) là một quận thuộc thành phố Phúc Châu, tỉnh Phúc Kiến, Trung Quốc. Quận này có diện tích 35 km², dân số 669,090 người (2020), mã số bưu chính 350001, quận lỵ ở đường Tân Thái. Quận Cổ Lâu có 9 nhai đạo, 1 trấn.